# Puchar Polski kobiet w piłce nożnej 2005/06, grupa lubelska (północ)
Puchar Polski kobiet w piłce nożnej w sezonie 2005/06, grupa: lubelska (północ)
I runda – 24 – 25 września 2005
Dystans Niedźwiada – Delfinek Łuków 1:2
Włodawianka Włodawa – KP Michałowo 3:0- walkower
Klub KP Michałowo nie dotarł na mecz.
Finał – 22 października 2005 Radzyń Podlaski
Włodawianka Włodawa – Delfinek Łuków 1:12